# Gelnhäuser Neue Zeitung
Die Gelnhäuser Neue Zeitung (GNZ) ist eine im Main-Kinzig-Kreis erscheinende Tageszeitung des Unternehmens Druck- und Pressehaus Naumann GmbH & Co. KG mit Sitz in Gelnhausen. Die verkaufte Auflage beträgt 8766 Exemplare, ein Minus von 0,2 Prozent seit 1998. Die Ausgaben erscheinen als Print-Zeitung, als E-Paper und auf dem gleichnamigen Nachrichtenportal. Sie wurde 1988 gegründet.

## Geschichte
Am 16. Januar 1988 erschien die Erstausgabe der Gelnhäuser Neuen Zeitung, sie gilt als Deutschlands jüngste Tageszeitung. Anfangs wurde zwei Wochen lang eine „Traumauflage“ von 80.000 Exemplaren gedruckt, die umsonst und zum Kennenlernen in jeden Haushalt der Region verteilt wurde. Das Druck- und Pressehaus Naumann hatte seinen Firmensitz zunächst in Freigericht-Altenmittlau. 1994 zog das Unternehmen auf das ehemalige US-Kasernengelände in Gelnhausen um. Der 18. März 1996 markiert in der Firmengeschichte des Druck- und Pressehauses Naumann einen historischen Tag: Bundeskanzler Helmut Kohl nahm per Knopfdruck die neue Rotationsanlage in Betrieb und taufte sie auf den Namen „Ecoman“.
In den Folgejahren expandierte das Unternehmen kontinuierlich; entgegen dem Trend auf dem Zeitungsmarkt wuchs die Auflage. Ende 2011 trat Ehrhard Naumann, Gründer und Verleger der GNZ, ins zweite Glied zurück und legt die Geschicke des Druck- und Pressehauses Naumann in die Hände seines Sohnes Oliver. Dieser war seinerzeit bereits seit 17 Jahren gleichberechtigter Geschäftsführer. Gemeinsam mit Jochen Grossmann, der zum weiteren Geschäftsführer berufen wurde, leitet er seitdem das Unternehmen. Im Januar 2013 feierte die GNZ ihren 25. Geburtstag. Am 4. Juli 2017 erschien die erste GNZ nach fliegendem Wechsel in neuem Format. Sie kommt seitdem aus der Rotationsdruckanlage „Commander CL“ des Herstellers Koenig & Bauer (KBA) aus Würzburg. Im Rahmen der Feierlichkeiten zum 50-jährigen Betriebsjubiläum wurde die neue Druckmaschine eingeweiht.
Auf dem Nachrichtenportal gnz.de finden sich seit Februar 2023 – über das Angebot in den gedruckten Ausgabe hinaus – weitere Berichte über das Geschehen in der Region und darüber hinaus Nachrichten aus Hessen, Deutschland und der ganzen Welt, journalistisch aufbereitet vom Partner, dem RedaktionsNetzwerk Deutschland (RND).

## Auflage
Die Gelnhäuser Neue Zeitung hat im Gegensatz zu den meisten deutschen Tageszeitungen ihre Auflage in den vergangenen Jahren erhöhen können. Die verkaufte Auflage ist in den vergangenen 10 Jahren um durchschnittlich 0,1 % pro Jahr gestiegen. Im vergangenen Jahr ist sie dagegen um 5,3 % gefallen. Sie beträgt gegenwärtig 8766 Exemplare. Der Anteil der Abonnements an der verkauften Auflage liegt bei 94,5 Prozent.
| 1998 | 1999 | 2000 | 2001 | 2002 | 2003 | 2004 | 2005 | 2006 | 2007 | 2008 | 2009 | 2010 | 2011 | 2012 | 2013 | 2014 | 2015 | 2016 | 2017  | 2018  | 2019  | 2020  | 2021  | 2022 | 2023 | 2024 |
| ---- | ---- | ---- | ---- | ---- | ---- | ---- | ---- | ---- | ---- | ---- | ---- | ---- | ---- | ---- | ---- | ---- | ---- | ---- | ----- | ----- | ----- | ----- | ----- | ---- | ---- | ---- |
| 8784 | 8850 | 8839 | 8722 | 8398 | 8240 | 8246 | 8234 | 8202 | 8138 | 8353 | 8478 | 8446 | 8578 | 8619 | 8676 | 8695 | 8630 | 8537 | 11296 | 11224 | 10795 | 10782 | 10479 | 9754 | 9261 | 8766 |

## Verbreitung
Die Gelnhäuser Neue Zeitung berichtet schwerpunktmäßig über den Altkreis Gelnhausen sowie über die Kommunen Langenselbold und Bad Soden-Salmünster, darüber hinaus – aufgrund der Kooperation mit dem RND – über Hessen, Deutschland und die Welt.

## Ausgaben
Die GNZ erscheint von Montag bis Samstag. Das Druck- und Pressehaus Naumann gibt zudem die kostenlosen Wochenzeitungen Mittelhessen Bote zum Wochenende heraus.

## Belege
1. ↑   laut IVW (Details auf ivw.de)
2. ↑  laut IVW (online)
3. ↑  laut IVW, viertes Quartal 2024, Mo–Sa (Details und Quartalsvergleich auf ivw.de)
4. ↑  laut IVW, jeweils viertes Quartal (Details auf ivw.de)